# 下駄記号
下駄記号（げたきごう）は下駄の足跡に似た形の記号で、代替文字としての用途に使用されることが多い。

## 用途

### 入手できない活字の代替として（活版印刷時代）
活版印刷の工程において、文選から組版の段階で必要な活字が存在しない時に、とりあえず余っている活字を上下裏返しに組み込んでおきスペースを埋めていた。活字の背には溝があり、この溝がゲラ刷り（校正紙）に印刷されると下駄の足跡のような形「〓」に見えることからこう呼ばれる。
この溝は「グルーブ」といい、鋳造時の贅片（ぜいへん）と呼ばれる部分を折り取った跡である。折り取った跡はそのままでは滑らかでないので、活字用鉋を用いて手作業で仕上げていた。
グルーブによって隔てられた2つの部分を日本の活版用語では「フート」（footが訛ったもので文字通り「足」）といい、このフートが紙面に現れたものが下駄記号である。裏返した活字で代用することを「下駄を履かせる」ともいい、珍しい漢字の頻出する文章は下駄だらけになったという。
必要な活字は手彫りなどの手段で調達し、初校あるいは再校の段階で正しい文字に差し替えた。最終的に出版される印刷物に、この記号が印刷されていることは通常ない。

### 文字コード上に存在しない文字の代替として
文字コード上の制約によって表示に使用しようとしている文字コードに表示したい文字が含まれていない場合に、下駄記号を表示することがある。
LinuxなどのOSにおいては、環境にあるフォントや文字コードで表現できない文字があった場合に下駄記号を表示するものが多い。

### 判読不能文字の代替として
手書き原稿のテキスト化作業を行う際、原稿の判読できない文字を下駄記号で代用する措置がなされる。

### 伏せ字として
印刷物中に出版に適さない用語が含まれている場合など、伏せ字として、それらの文字を下駄記号で置き換えることがある。

## ソートにおける役割
JIS規格のJIS X 4061（日本語文字列照合順番）においては、文字列をソートした場合に下駄記号を最後にするように規定されている。したがってJIS規格に従ったソートを提供している環境においては、下駄記号の文字が最後に来るように並べ替えられる。

## 符号位置
| 記号 | Unicode | JIS X 0213 | 文字参照          | 名称     |
| ---- | ------- | ---------- | ----------------- | -------- |
| 〓   | U+3013  | 1-2-14     | &#x3013; &#12307; | げた記号 |